# オリンピックのツバル選手団
オリンピックのツバル選手団（オリンピックのツバルせんしゅだん）は、ツバルのオリンピック選手団。2008年北京大会で初出場。現在、冬季大会には一度も出場していない。また、これまでにメダルを獲得したツバル選手はいない。
ツバルの国内オリンピック委員会は2004年設立。2007年に国際オリンピック委員会に承認された。

## メダル獲得数一覧

### 夏季オリンピック
| 大会名                | 金 | 銀 | 銅 | 計 |
| 2008 北京             | 0  | 0  | 0  | 0  |
| 2012 ロンドン         | 0  | 0  | 0  | 0  |
| 2016 リオデジャネイロ | 0  | 0  | 0  | 0  |
| 2020 東京             | 0  | 0  | 0  | 0  |
| 2024 パリ             | 0  | 0  | 0  | 0  |
| 合計                  | 0  | 0  | 0  | 0  |